# Parque de Bomberos n.º 1 (Madrid)
El Parque de Bomberos n.º 1 de Madrid es un parque de bomberos del Cuerpo de Bomberos del Ayuntamiento de Madrid, ubicado en la calle Santa Engracia, en el madrileño barrio de Ríos Rosas, distrito de Chamberí. Desde 1977, es considerado Bien de Interés Cultural.

## Historia
Se construyó en 1905 siguiendo el proyecto del entonces arquitecto jefe del Cuerpo de Bomberos Isidoro Delgado y Vargas, diseñado en 1903 y modificado en 1904 por José Monasterio. Para su construcción se aprovecharon algunos elementos preexistentes, como el cuerpo de cocheras de Santa Engracia. Su estilo es neomudéjar, de ladrillo visto y piedra artificial, siguiendo los preceptos prerracionalistas.
- Datos: Q63197600
- Multimedia: Parque de Bomberos nº 1, Madrid / Q63197600